# Hongyan Pi
Hongyan Pi (chinois simplifié : 皮红艳 ; pinyin : Pí Hóngyàn), née le 25 janvier 1979 à Chongqing (dans le Sichuan, en République populaire de Chine), est une joueuse française de badminton en simples. Ancienne internationale chinoise, elle a été naturalisée française en 2004. Son meilleur classement mondial est une deuxième place au 18 février 2005. Elle possède une médaille de bronze mondiale à son palmarès et trois médailles européennes, une d'argent et deux de bronze.

## Biographie
Née en Chine, à Chongqing, de deux parents travaillant dans l'industrie charbonnière, sa mère en tant que conductrice de machine, son père en tant que contrôleur de production, c'est pour remédier à une constitution chétive que ses parents la conduisent vers le badminton. Dès l'âge de 10 ans, elle doit quitter ses parents pendant une bonne partie de l'année pour s'entraîner à Chengdu, dans la province du Sichuan. En 1995, elle rejoint le Centre national des sports de Pékin. Toutefois, malgré une victoire lors de l'US Open 1999, elle apprend qu'elle ne pourra représenter son pays, car, dans ce pays, les joueuses qui veulent faire partie de l'équipe nationale doivent mesurer au moins 1,70 m. Avec ses 164 cm, Hongyan était trop petite.
Elle décide alors d'imiter Xu Huaiwen, son ancienne coéquipière au centre national, qui a émigré en Allemagne. Elle choisit dans un premier temps le Danemark qu'elle rejoint en 2000. Après quelques victoires dont les Open d'Allemagne et de Suisse, elle part s'installer en France en 2003. Elle s'y entraîne à l'INSEP et remporte les Open de France et de Croatie avant d'obtenir la nationalité française en 2004 par un décret du 10 juin 2004.
Elle remporte le titre de vice-championne d'Europe 2004, battue par la Néerlandaise Mia Audina Tjiptawan, sous ses nouvelles couleurs, avant de participer aux Jeux olympiques de 2004 à Athènes. Elle échoue contre toute attente au niveau des 32es de finale.
Durant la saison 2005, elle remporte l'Open de Suisse puis, successivement, les Open de France et du Danemark. Durant cette année 2005, elle occupe le 18 février 2005 le deuxième rang du classement mondial. Lors des championnats du monde de badminton 2005, c'est son amie Xu Huaiwen qui l'élimine en quart de finale.
La saison suivante, elle est défaite par l'Allemande Juliane Schenk en quart de finale. Quelques mois plus tard, elle échoue à ce même niveau, face à la Chinoise Xie Xingfang, lors des championnats du monde 2006.
En 2007, au All England, elle bat la numéro 2 mondiale et championne olympique en titre Zhang Ning 21/18 - 21/23 - 24/22. En 2007, elle arrive 3e mondiale à l'Open de France de badminton, compétition où elle est battue en finale par Xie Xingfang sur le score de 21-13 et 21-13. Quelques mois plus tôt, en août, elle est éliminée en quart de finale par Wang Chen.
La saison suivante, elle remporte une nouvelle médaille européenne en remportant la médaille de bronze aux championnats d'Europe d'Herning. Elle est battue en demi-finale par la future championne d'Europe, Xu Huaiwen, en trois sets. Lors des jeux de Pékin, compétition où elle est classée tête de série n° 5, elle atteint les quarts de finale. Elle perd contre Zhang Ning, la future lauréate du tournoi et tenante du titre, sur le score 21-19 au troisième set.
La saison suivante, elle obtient son meilleur résultat lors d'un championnat du monde en remportant une médaille de bronze lors du mondial 2009. Auparavant, elle avait été battue en demi-finale par Xie Xingfang sur le score de deux sets à zéro, 21-18, 21-8 en 33 minutes.
La saison 2010 est une saison importante pour elle : la France accueille le mondial 2010 au Stade Pierre-de-Coubertin. Bien que blessée en début de saison — elle a été opérée des deux genoux et d'un pied en avril —, elle atteint la demi-finale du championnat d'Europe, disputé à Manchester. Elle est battue par Juliane Schenk sur le score de 21-14, 21-13. Elle obtient ainsi une nouvelle médaille de bronze européenne. En août, elle se présente en tant que tête de série n° 5 lors du mondial de Paris : elle est défaite au stade des quarts de finale par la no 3 mondiale, la Chinoise Wang Xin (21-13, 21-15).
En début d'année 2011, elle se fait opérer du genou gauche. Après un retour difficile avec des éliminations au premier ou second tour des tournois qu'elle dispute, elle perd la finale de l'Open du Canada en juillet face à Shao Cheh Cheng. Lors des championnats du monde de Wembley, elle élimine au deuxième tour la huitième joueuse mondiale puis se qualifie pour les quarts de finale. Lors de ce tour, elle est opposée à la numéro deux mondiale, la Chinoise Wang Yihan qui s'impose en deux manches, 21 à 14 et 21 à 16.
En 2012, après avoir remporté les championnats de France de badminton en simple dames et double dames, Hongyan Pi a été éliminée lors des huitièmes de finale des Jeux olympiques d'été de 2012 à Londres par Xip Pui Yin. À la suite de ces Jeux olympiques, elle décide d’arrêter sa carrière professionnelle pour entamer des études de Master de Management et d'Organisation sportive à Marseille tout en étant toujours sous contrat avec ses sponsors.

## Clubs
2014-2019: Union Saint-Bruno Bordeaux  France
depuis 2022: Les Etoiles Volantes Marseille  France

## Palmarès
Compétitions internationales
| Rang                       | Année           | Lieu                    |
| Jeux olympiques            | Jeux olympiques | Jeux olympiques         |
| -------------------------- | --------------- | ----------------------- |
| 1/8 de finale              | 2012            | Londres, Royaume-Uni    |
| 1/4 de finale              | 2008            | Pékin, Chine            |
| 1/32 de finale             | 2004            | Athènes, Grèce          |
| Championnats du monde      |                 |                         |
| 1/4 de finale              | 2011            | Londres Royaume-Uni     |
| 1/4 de finale              | 2010            | Paris, France           |
| Médaille de bronze, monde  | 2009            | Hyderabad, Inde         |
| 1/4 de finale              | 2007            | Kuala Lumpur, Malaisie  |
| 1/4 de finale              | 2006            | Madrid, Espagne         |
| 1/4 de finale              | 2005            | Anaheim, États-Unis     |
| Championnats d'Europe      |                 |                         |
| Médaille de bronze, Europe | 2010            | Manchester, Royaume-Uni |
| Médaille de bronze, Europe | 2008            | Herning, Danemark       |
| Médaille d'argent, Europe  | 2004            | Genève, Suisse          |

Tournois internationaux
| Rang | Année         | Tournoi, lieu                         |
| ---- | ------------- | ------------------------------------- |
| 1999 | 1             | US Open                               |
| 2001 | 1             | Open de Suisse                        |
| 2001 | 1             | BMW Open                              |
| 2002 | 1             | BMW Open                              |
| 2002 | 1             | Open d'Allemagne                      |
| 2003 | 1             | Open d'Afrique du Sud                 |
| 2003 | 1             | Open de l'Ile-Maurice                 |
| 2003 | 1             | Open de Croatie                       |
| 2003 | 1             | Open du Portugal                      |
| 2003 | 1             | Open d'Allemagne                      |
| 2003 | 1             | Open de France                        |
| 2003 | 2             | Bitburger Open                        |
| 2003 | 2             | Open de Chinese Taipei                |
| 2004 | 1             | Open de France                        |
| 2004 | 1             | Yonex Dutch Open                      |
| 2004 | 2             | Double mixte du Bitburger Open        |
| 2005 | 1             | Open de France                        |
| 2005 | 1             | Open du Danemark                      |
| 2005 | 1             | Open de Suisse                        |
| 2006 | 1             | Open de Singapour                     |
| 2006 | 1/2 finaliste | Open de Suisse                        |
| 2007 | 2             | Internationaux de France Super Series |
| 2007 | 2             | Open d'Angleterre                     |
| 2007 | 2             | Open de Chinese Taipei                |
| 2007 | 1/2 finaliste | Super Series de Chine                 |
| 2007 | 1/2 finaliste | Open de Thaïlande                     |
| 2007 | 1/2 finaliste | Super Series d'Indonésie              |
| 2007 | 1/2 finaliste | Open d'Allemagne                      |
| 2007 | 1/2 finaliste | Internationaux de Nouvelle-Zélande    |
| 2007 | 1/2 finaliste | Internationaux d'Allemagne            |
| 2008 | 1/2 finaliste | Open de Suisse                        |
| 2008 | 1/2 finaliste | Proton Super Series                   |
| 2009 | 1             | India Open                            |
| 2009 | 1/2 finaliste | Open de Suisse .                      |
| 2009 | 1/2 finaliste | Malaysia Super Series                 |
| 2010 | 1/2 finaliste | Malaysia Super Series                 |